# Inițiativa START
Inițiativa START (în neerlandeză STrategisch Actieplan voor Reconversie en Tewerkstelling in de luchthavenregio, prescurtat START-initiatief, în română Planul Strategic de Acțiune pentru Reconversia și Ocuparea forței de muncă în regiunea aeroportuară) a fost lansată de Guvernul Flamand din Belgia pe 29 octombrie 2004 și îmbunătățită în cursul anului 2005. Inițiativa a avut la bază constatarea că piața locurilor de muncă în zona adiacentă aeroportului Brussels Airport, respectiv în Zaventem și comunele învecinate, crește mult mai lent decât în restul municipalităților din provincia Brabantul Flamand. Criza aeronautică belgiană din anul 2001 (declinul drastic al traficului aerian după atentatele din 11 septembrie și falimentul companiei Sabena), precum și mutarea principalului centru european al DHL de la Zaventem la Leipzig, au dus inițial la un regres al pieței muncii, iar ulterior la un ritm foarte lent al reconversiei și redistribuirii profesionale.
Scopul inițiativei este de a crea noi activități și locuri de muncă, de a spori mobilitatea, de a susține expansiunea aeroportului și de a îmbunătăți mediul de muncă și de viață în zona aeroportului și împrejurimi.

## Componente ale planului
Planul de acțiune Inițiativa START conține câteva componente:
- extinderea zonelor industriale și de birouri, în special prelungirea Brucargo prin amenajarea adițională a zonei Brucargo-Vest,[2] dar și dezvoltări în Meise-Westrode și Kortenberg, precum și reamenajarea terenurilor vechi din Vilvoorde-Machelen;[3]
- dezvoltarea infrastructurii rutiere, constând într-o îmbunătățire a șoselelor care înconjoară Brucargo și o mai bună conectare a Brucargo prin intermediul unui viaduct în dreptul ieșirii 12 Vilvoorde/Brucargo de pe autostrada A1/E19. În plus, sporirea și îmbunătățirea capacității de trafic din zona complexă a ieșirii 12 prin construirea de rampe noi în partea de nord. Nu în ultimul rând, un pod pentru bicicliști peste autostrada A1 complet separat de restul traficului;
- lucrări de infrastructură în nordul și nord-vestul ringului Bruxelles-ului (R0) pentru fluidizarea traficului prin lărgiri, dublări și o mai bună separare a traficului local și a celui de tranzit;
- un plan de transport care să crească proporția transportului public de la 18% la 40%, prin implementarea a două proiecte majore: 
  - un număr mare de linii de autobuz noi (10) și existente (3) ale companiei flamande De Lijn către zona aeroportuară din Zaventem;[4][5]
  - lucrări de infrastructură feroviară efectuate de Infrabel prin intermediul unui parteneriat public-privat (PPP): Proiectul Diabolo

## Liniile START ale De Lijn

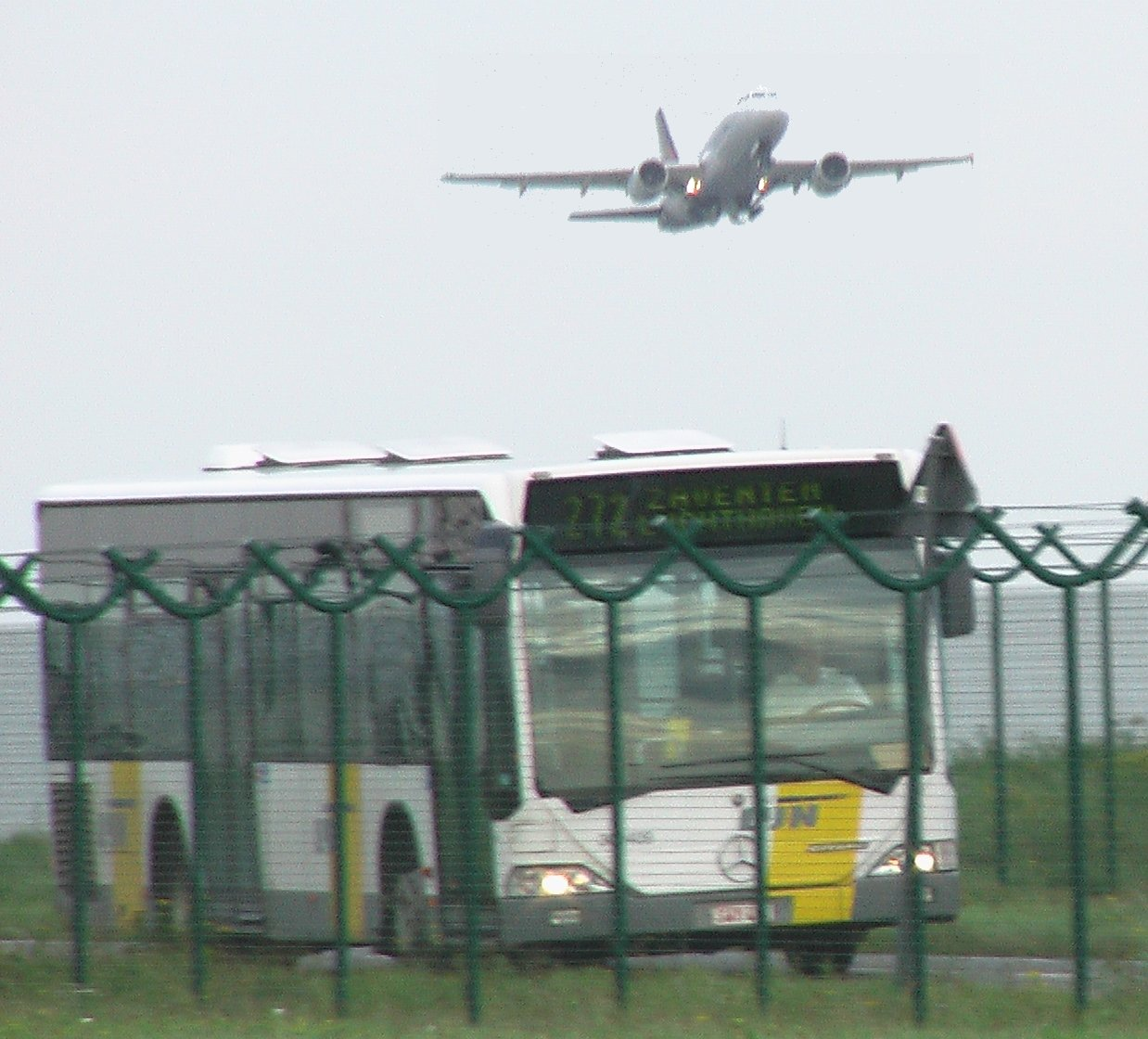
Mercedes-Benz Citaro I pe linia 272 între Cargo și aeroport

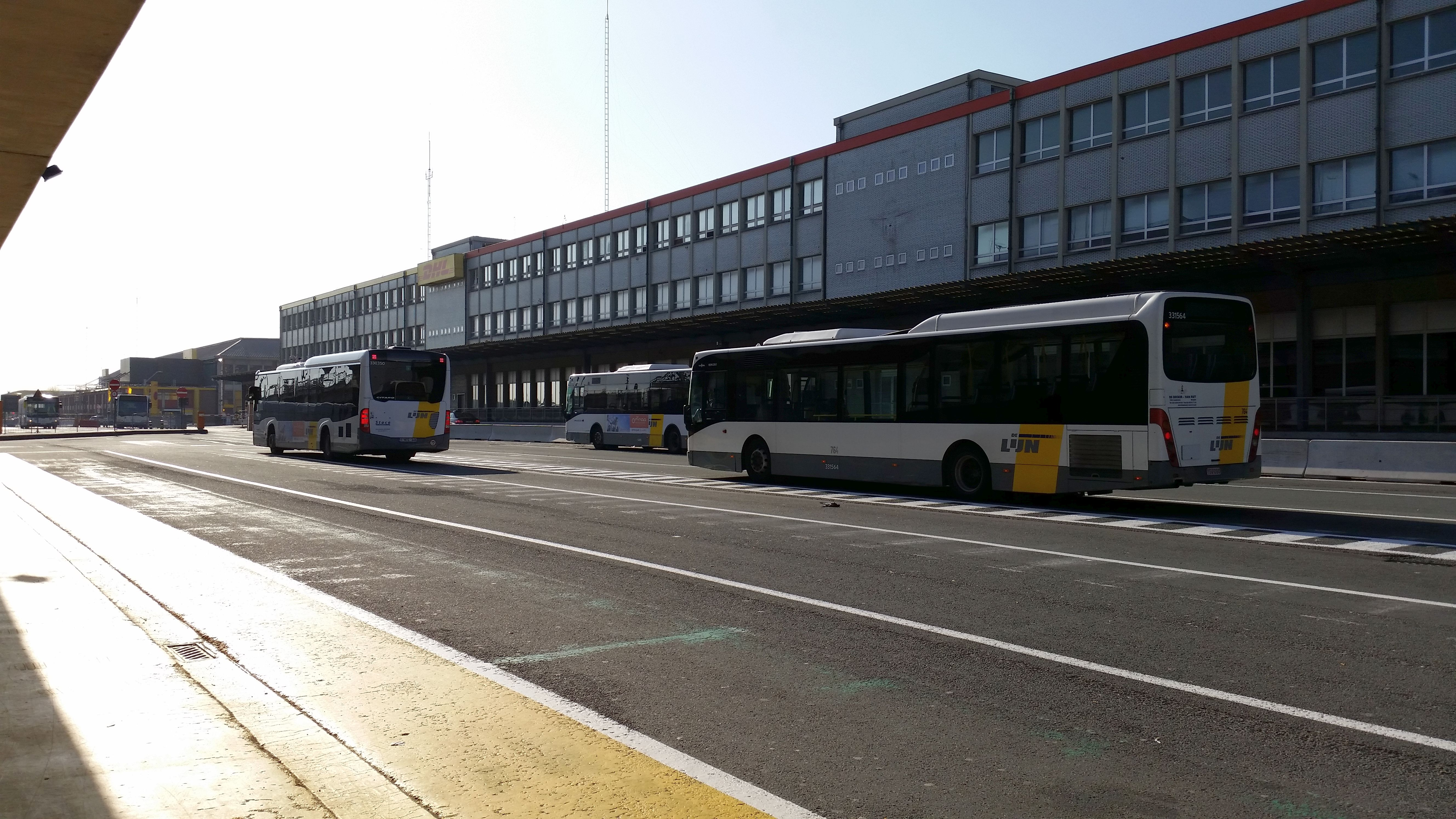
Autobuze De Lijn în autogara din aeroport.

Cele 13 linii START sunt (în ordine cronologică după data dării în funcțiune/modificării traseului):
- Linia 830: Groenendaal – Cargo (martie 2004 și decembrie 2008)
- Linia 652: Leuven – Cargo (octombrie 2006)
- Linia 272: Bruxelles – Brussels Airport (decembrie 2006)
- Linia expres 471: Bruxelles-Nord – Brussels Airport (decembrie 2007)
- Linia 820: Dilbeek – Brussels Airport (mai 2007)
- Linia 821: Merchtem – Brussels Airport (mai 2007)
- Linia 621: Kapelle-o/d-Bos – Brussels Airport (septembrie 2007)
- Linia 681: Mechelen – Brussels Airport (octombrie 2007)
- Linia 682: Mechelen – Brussels Airport (decembrie 2006)
- Linia 683: Mechelen – Brussels Airport (octombrie 2007)
- Linia 616: Leuven – Brussels Airport – Cargo (noiembrie 2007)
- Linia 651: Leuven – Brussels Airport (noiembrie 2007)
- Linia 659: Roodebeek – Brussels Airport – Cargo (decembrie 2007)
- Linia 272: Bruxelles - Bonheiden (prelungită în decembrie 2007 și decembrie 2008)

În regiune continuă să opereze și linii care existau înainte de Inițiativa START:
- Linia 270: Bruxelles - Keerbergen
- Linia 271: Bruxelles - Kampenhout
- Linia 282: Mechelen – Brussels Airport
- Linia 359: Roodebeek – Brussels Airport